# العلاقات الدومينيكية الرواندية
العلاقات الدومينيكية الرواندية هي العلاقات الثنائية التي تجمع بين دومينيكا ورواندا.

## مقارنة بين البلدين
هذه مقارنة عامة ومرجعية للدولتين:
| وجه المقارنة                                              | دومينيكا              | رواندا                                        |
| --------------------------------------------------------- | --------------------- | --------------------------------------------- |
| المساحة (كم2)                                             | 751                   | 26.34 ألف                                     |
| عدد السكان (نسمة)                                         | 73.92 ألف             | 12.21 مليون                                   |
| الكثافة السكانية (ن./كم²)                                 | 9.84 ألف              | 463.55                                        |
| العاصمة                                                   | روسو                  | كيغالي                                        |
| اللغة الرسمية                                             | لغة إنجليزية          | اللغة الكينيارواندا، لغة إنجليزية، لغة فرنسية |
| العملة                                                    | دولار شرق الكاريبي    | فرنك رواندي                                   |
| الناتج المحلي الإجمالي (بليون دولار)                      | 562.54 مليون          | 9.14 مليار                                    |
| الناتج المحلي الإجمالي (تعادل القوة الشرائية) بليون دولار | 789.63 مليون          | 20.46 مليار                                   |
| الناتج المحلي الإجمالي الاسمي للفرد دولار أمريكي          | 7.12 ألف              | 697                                           |
| الناتج المحلي الإجمالي للفرد دولار أمريكي                 | 10.88 ألف             | 1.66 ألف                                      |
| مؤشر التنمية البشرية                                      | 0.724                 | 0.483                                         |
| رمز المكالمات الدولي                                      | +1767                 | +250                                          |
| رمز الإنترنت                                              | .dm                   | .rw                                           |
| المنطقة الزمنية                                           | 00، توقيت أطلنطي موحد | ت ع م+02:00                                   |

## منظمات دولية مشتركة
يشترك البلدان في عضوية مجموعة من المنظمات الدولية، منها:
| علم المنظمة | اسم المنظمة                                 | تاريخ انضمام دومينيكا | تاريخ انضمام رواندا |
| ----------- | ------------------------------------------- | --------------------- | ------------------- |
|             | مؤسسة التنمية الدولية                       | 29 سبتمبر 1980        | 30 سبتمبر 1963      |
|             | يونسكو                                      | 9 يناير 1979          | 7 نوفمبر 1962       |
|             | وكالة ضمان الاستثمار متعدد الأطراف          | 7 أكتوبر 1991         | 27 سبتمبر 2002      |
|             | الأمم المتحدة                               | 18 ديسمبر 1978        | 18 سبتمبر 1962      |
|             | مجموعة دول أفريقيا والكاريبي والمحيط الهادئ | ?                     | ?                   |
|             | دول الكومنولث                               | ?                     | ?                   |
|             | الاتحاد البريدي العالمي                     | ?                     | ?                   |
|             | البنك الدولي للإنشاء والتعمير               | 29 سبتمبر 1980        | 30 سبتمبر 1963      |
|             | الاتحاد الدولي للاتصالات                    | 28 أكتوبر 1996        | 12 ديسمبر 1962      |
|             | منظمة حظر الأسلحة الكيميائية                | ?                     | ?                   |
|             | مؤسسة التمويل الدولية                       | 29 سبتمبر 1980        | 6 نوفمبر 1975       |
|             | منظمة التجارة العالمية                      | ?                     | ?                   |
|             | منظمة الشرطة الجنائية الدولية               | ?                     | ?                   |

## وصلات خارجية
- موقع وزارة الخارجية الرواندية